# Sakyō Komatsu
Sakyō Komatsu (jap. 小松 左京 Komatsu Sakyō; właśc. Minoru Komatsu 小松 実 Komatsu Minoru,  ur. 28 stycznia 1931 w Osace; zm. 26 lipca 2011 tamże) – jeden z najbardziej znanych japońskich pisarzy science fiction, obok Kōbō Abe i Shin'ichiego Hoshi (1926–1997), scenarzysta filmowy. Wielokrotny laureat Seiun Award.
Był absolwentem Uniwersytetu Kiotyjskiego, gdzie studiował literaturę włoską. Karierę jako pisarz rozpoczął w latach 60. XX wieku. Był swego czasu nazywany „królem japońskiej SF”. W Japonii jego twórczość zaliczana jest do grupy „powieści masowych” gatunku naukowego, SF (kagaku shōsetsu). Pracował również jako dziennikarz i reporter Radia Osaka. W 1985 r. zdobył Nihon SF Taisho Award – japońską nagrodę przyznawaną pisarzom science fiction.
Jego najsłynniejszą książką jest Zatonięcie Japonii z 1974 r. (oryg. Nihon chinbotsu, wyd. pol. 1989 r.), zekranizowanej dwukrotnie, w latach: 1973 i 2006. Powieść przedstawia realistyczny opis gigantycznego trzęsienia ziemi, w rezultacie którego w ciągu kilku miesięcy zagładzie ulega cały Archipelag Japoński, a mieszkańcy są ewakuowani i rozwiezieni na inne kontynenty. Opis jest tak przekonujący, że wielu czytelników uwierzyło w prawdopodobieństwo tego zjawiska, tym bardziej, że autor fikcyjne wydarzenia podbudował teorią naukową o ruchu kontynentów.